# 拓片
传拓是指用墨或其他染料将石刻、器物等硬表面上的图案复制到纸张上的技艺，由此得到的文字或图案称为拓片（拓本、拓版、脫本）。染料多采用墨汁，现代普遍以铅笔代替。纸料常选择高吸水性的宣纸和缣纸。

## 历史
晚唐张彦远在《历代名画记》卷二“论画体、工用、搨写”中写道：“好事家宜置宣纸百幅，用法蜡之，以备摹写（顾恺之有摹拓妙法）。古时好拓画，十得七八，不失神采笔踪。亦有御府拓本，谓之官拓。国朝内库、翰林、集贤、秘阁，拓写不辍。承平之时，此道甚行，艰难之后，斯事渐废，故有非常好本拓得之者，所宜宝之。既可希其真迹，又得留为证验。”这说明远在唐代之前摹拓书画的技艺已相当不低，且有多家兼任拓写的官府机构。
古时，拓片技艺因难度较高，要求严格，在中国文化中还算是一门传统手艺。中国拓片技艺分南、北两大派系，派下又分支系。古时的石刻书法作品多以拓片形式存在于世。自宋代起，“北碑南帖”简单地概括了南北派系的主要分歧。南派着重于帖学（墨迹书法），北派则注重碑学（石刻书法）。南北二派在五胡乱华时期因政治原因隔离开来，南派通过东晋、刘宋、南齐、梁、陳前后五朝，北派以后赵、前燕、前秦、北魏、东魏、北齐、北周、隋朝一脉相承，至唐宋二派形成现状。南派以苏派为代表，金春刚是苏派技法的代表大师。

## 方法
中国传统拓片的主要拓印对象是石碑、甲骨、青铜器皿上的书法文字，另有少量的花纹图案。拓片制作手法不同。简单可将纸覆盖在刻有欲拓内容的硬平面上，倾斜铅笔头，轻轻涂画，使图文的凹凸不平之处复制到纸上。中国传统拓印程序要求先将石头或青铜表面图文部分刷洗干净，再浇上清水。将宣纸润湿，小型拓片可用软毛笔润湿、大型拓片可用毛巾润湿。润湿后自上而下将宣纸轻敷于拓文表面，再在湿宣纸上贴上一层干宣纸以吸取多余水分，将四角四边固定，用毛刷敲捶宣纸，使湿宣纸紧贴所拓平面，随后除去干宣纸。待湿宣纸稍干后再用扑子蘸取适量的墨汁，轻轻扑打湿宣纸以复制刻画的图文。等宣纸、墨汁在碑器上晒干或风干，移去四角固定，最后将宣纸取下。

### 分类
传拓主要有扑拓、擦拓两种，此外还有的蝉翼拓、乌金拓、镶拓、朱拓、彩拓、全形拓、响搨等手段。